# Liste der Staatsoberhäupter 1943
Übersicht
◄◄ | ◄ | 1939 | 1940 | 1941 | 1942 | Liste der Staatsoberhäupter 1943 | 1944 | 1945 | 1946 | 1947 | ► | ►►

Weitere Ereignisse

## Afrika
- Ägypten
  - Staatsoberhaupt: König Faruq (1936–1952)
  - Regierungschef: Ministerpräsident Mustafa an-Nahhas Pascha (1928, 1930, 1936–1937, 1942–1944, 1950–1952)

- Äthiopien
  - Staatsoberhaupt: Kaiser Haile Selassie (1930–1974) (1916–1930 Regent, 1936–1941 im Exil)
  - Regierungschef: Ministerpräsident Makonnen Endelkachew (29. Januar 1943–1957) (Amt neu geschaffen)

- Liberia
  - Staats- und Regierungschef: Präsident Edwin Barclay (1930–1944)

- Südafrika
  - Staatsoberhaupt: König Georg VI. (1936–1952)
    - Generalgouverneur:
      - Patrick Duncan (1937–17. Juli 1943)
      - Nicolaas Jacobus de Wet (19. Juli 1943–1946) (kommissarisch)

  - Regierungschef: Ministerpräsident Jan Smuts (1919–1924, 1939–1948)

## Amerika

### Nordamerika
- Kanada
  - Staatsoberhaupt: König Georg VI. (1936–1952)
    - Generalgouverneur: Alexander Cambridge, 1. Earl of Athlone (1940–1946) (1924–1931 Generalgouverneur von Südafrika)

  - Regierungschef: Premierminister William Lyon Mackenzie King (1921–1926, 1926–1930, 1935–1948)

- Mexiko
  - Staats- und Regierungschef: Präsident Manuel Ávila Camacho (1940–1946)

- Vereinigte Staaten von Amerika
  - Staats- und Regierungschef: Präsident Franklin D. Roosevelt (1933–1945)

### Mittelamerika
- Costa Rica
  - Staats- und Regierungschef: Präsident Rafael Ángel Calderón Guardia (1940–1944)

- Dominikanische Republik
  - Staats- und Regierungschef: Präsident Rafael Trujillo (1930–1938, 1942–1952)

- El Salvador
  - Staats- und Regierungschef: Präsident Maximiliano Hernández Martínez (1931–1934, 1935–1944)

- Guatemala
  - Staats- und Regierungschef: Präsident Jorge Ubico Castañeda (1931–1944)

- Haiti
  - Staats- und Regierungschef: Präsident Élie Lescot (1941–1946)

- Honduras
  - Staats- und Regierungschef: Präsident Tiburcio Carías Andino (1933–1949)

- Kuba
  - Staatsoberhaupt: Präsident Fulgencio Batista (1940–1944, 1952–1959)
  - Regierungschef: Ministerpräsident Ramón Zaydín y Márquez Sterling (1942–1944)

- Nicaragua
  - Staats- und Regierungschef: Präsident Anastasio Somoza García (1937–1947, 1950–1956)

- Panama
  - Staats- und Regierungschef: Präsident Ricardo Adolfo de la Guardia Arango (1941–1945)

### Südamerika
- Argentinien
  - Staats- und Regierungschef:
    - Präsident Ramón Castillo (1940–4. Juni 1943) (bis 1942 kommissarisch)
    - Präsident Arturo Rawson (4. Juni 1943–7. Juni 1943)
    - Präsident Pedro Pablo Ramírez (7. Juni 1943–1944)

- Bolivien
  - Staats- und Regierungschef:
    - Präsident Enrique Peñaranda del Castillo (1940–20. September 1943)
    - Präsident Gualberto Villarroel López (20. September 1943–1946)

- Brasilien
  - Staats- und Regierungschef: Präsident Getúlio Vargas (1930–1945, 1951–1954)

- Chile
  - Staats- und Regierungschef: Präsident Juan Antonio Ríos Morales (1942–1946)

- Ecuador
  - Staats- und Regierungschef: Präsident Carlos Alberto Arroyo del Río (1939, 1940–1944)

- Kolumbien
  - Staats- und Regierungschef: Präsident Alfonso López Pumarejo (1934–1938, 1942–1945)

- Paraguay
  - Staats- und Regierungschef: Präsident Higinio Morínigo (1940–1948) (bis 15. August 1943 kommissarisch)

- Peru
  - Staatsoberhaupt: Präsident Manuel Prado y Ugarteche (1939–1945, 1956–1962)
  - Regierungschef: Premierminister Alfredo Solf y Muro (1939–1944)

- Uruguay
  - Staats- und Regierungschef:
    - Präsident Alfredo Baldomir (1938–1. März 1943)
    - Präsident  Juan José de Amézaga (1. März 1943–1947)

- Venezuela
  - Staats- und Regierungschef: Präsident Isaías Medina Angarita (1941–1945)

## Asien

### Ost-, Süd- und Südostasien
- Bhutan
  - Herrscher: König Jigme Wangchuk (1926–1952)

- China
  - Staatsoberhaupt:
    - Vorsitzender der Nationalregierung Lin Sen (1931–1. August 1943)
    - Vorsitzender der Nationalregierung Chiang Kai-shek (1. August 1943–1948)

  - Regierungschef: Vorsitzender des Exekutiv-Yuans Chiang Kai-shek (1939–1945)

- Britisch-Indien
  - Kaiser: Georg VI. (1936–1947)
  - Vizekönig:
    - Victor Alexander John Hope (1936–1943)
    - Archibald Wavell (1943–1947)

- Japan
  - Staatsoberhaupt: Kaiser Hirohito (1926–1989)
  - Regierungschef: Premierminister Tōjō Hideki (1941–1944)

- Mandschukuo (umstritten)
  - Staatsoberhaupt: Kaiser Puyi (1932–1945)
  - Regierungschef: Ministerpräsident Zhang Jinghui (1935–1945)

- Nepal
  - Staatsoberhaupt: König Tribhuvan (1911–1955)
  - Regierungschef: Ministerpräsident Juddha Shamsher Jang Bahadur Rana (1932–1945)

- Siam (heute: Thailand)
  - Staatsoberhaupt: König Ananda Mahidol (1935–1946)
  - Regierungschef: Feldmarschall Phibul Songkhram (1938–1944)

### Vorderasien
- Irak
  - Staatsoberhaupt: König Faisal II. (1939–1958)
  - Regierungschef: Ministerpräsident Nuri as-Said (1941–1944)

- Iran
  - Staatsoberhaupt: Schah Mohammad Reza Pahlavi (1941–1979)
  - Regierungschef:
    - Ministerpräsident Ahmad Qavām (1942–14. Februar 1943)
    - Ministerpräsident Ali Soheili (14. Februar 1943–1944)

- Jemen
  - Herrscher: König Yahya bin Muhammad (1918–1948)

- Saudi-Arabien
  - Staatsoberhaupt und Regierungschef: König Abd al-Aziz ibn Saud (1932–1953)

- Transjordanien (heute: Jordanien)
  - Herrscher: Emir Abdallah ibn Husain I. (1921–1951)

### Zentralasien
- Afghanistan
  - Staatsoberhaupt: König Mohammed Sahir Schah (1933–1973)
  - Regierungschef: Ministerpräsident Sardar Mohammad Hashim Khan (1929–1946)

- Mongolei
  - Staatsoberhaupt: Vorsitzender des Großen Staats-Churals Gontschigiin Bumtsend (6. Juli 1940–1953)
  - Regierungschef: Vorsitzender des Ministerrates Chorloogiin Tschoibalsan (1939–1952)

- Tibet (umstritten)
  - Herrscher: Dalai Lama Tendzin Gyatsho (1935–1951)

## Australien und Ozeanien
- Australien
  - Staatsoberhaupt: König Georg VI. (1936–1952)
  - Generalgouverneur: Earl Alexander Hore-Ruthven (1936–1945)
  - Regierungschef: Premierminister John Curtin (1941–1945)

- Neuseeland
  - Staatsoberhaupt: König Georg VI. (1936–1952)
  - Generalgouverneur: Marschall Baron Cyril Newall (1941–1946)
  - Regierungschef: Premierminister Peter Fraser (1940–1949)

## Europa
- Albanien (1939–1943 von Italien besetzt, 1943–1944 von Deutschland besetzt)
  - Staatsoberhaupt:
    - König Viktor Emanuel III. (1939–3. September 1943) (1936–1941 Kaiser von Äthiopien, 1900–1946 König von Italien)
    - Vorsitzender des Regentschaftsrates Mehdi Bej Frashëri (20. Oktober 1943–1944)

  - Regierungschef:
    - Ministerpräsident Mustafa Kruja (1941–19. Januar 1943)
    - Ministerpräsident Eqrem Libohova (19. Januar 1943–13. Februar 1943, 1943)
    - Ministerpräsident Maliq Bushati (13. Februar 1943–12. Mai 1743)
    - Ministerpräsident Eqrem Libohova (1943, 12. Mai 1743–9. September 1943)
    - Ministerpräsident Mehdi Bej Frashëri (1935–1936, 24. Oktober 1943–3. November 1943)
    - Ministerpräsident Rexhep Mitrovica (4. November 1943–1944)

- Andorra
  - Co-Fürsten:
    - Staatspräsident von Frankreich: Henri Philippe Pétain (1940–1944)
    - Bischof von Urgell: Ramon Iglésias Navarri (1940–1969)

- Belgien (1940–1944 von Deutschland besetzt)
  - Militärgouverneur: Alexander von Falkenhausen (1940–1944)
  - Staatsoberhaupt: König Leopold III. (1934–1951) (1940–1945 in deutscher Gefangenschaft, 1945–1950 im Schweizer Exil)
  - Regierungschef: Ministerpräsident Hubert Pierlot (1939–1945) (1940–1944 im Exil)

- Bulgarien
  - Staatsoberhaupt:
    - Zar Boris III. (1918–28. August 1943)
    - Simeon II. (28. August 1943–1946) (2001–2005 Ministerpräsident)

  - Regierungschef:
    - Ministerpräsident Bogdan Filow (1940–12. September 1943)
    - Ministerpräsident Petar Gabrowski (12. September 1943–14. September 1943) (kommissarisch)
    - Ministerpräsident Dobri Boschilow (14. September 1943–1944)

- Dänemark (1940–1945 von Deutschland besetzt)
  - Staatsoberhaupt: König Christian X. (1912–1947) (1918–1944 König von Island)
  - Regierungschef: Ministerpräsident Erik Scavenius (1942–1945)

- Deutsches Reich
  - Staats- und Regierungschef: „Führer und Reichskanzler“ Adolf Hitler (1933–1945)

- Finnland
  - Staatsoberhaupt: Präsident Risto Ryti (1940–1944) (1939–1940 Ministerpräsident)
  - Regierungschef:
    - Ministerpräsident Johan Wilhelm Rangell (1941–5. März 1943)
    - Ministerpräsident Edwin Linkomies (5. März 1943–1944)

- Frankreich (1940–1944 von Deutschland besetzt; im Osten und Süden von Deutschland kontrollierte Regierung sog. Vichy-Regime)
  - Staatsoberhaupt: Staatschef Philippe Pétain (1940–1944) (1940–1942 Präsident des Ministerrats)
  - Regierungschef: Präsident des Ministerrats Pierre Laval (1931–1932, 1935–1936, 1942–1944)

- Griechenland (1941–1944 von Deutschland und (bis 1943) Italien besetzt)
  - Staatsoberhaupt: König Georg II. (1922–1924, 1935–1947) (1941–1946 im Exil)
  - Regierungschef: Ministerpräsident Emmanouil Tsouderos (21. April 1941–1944) (ab 23. Mai 1941 im Exil)
    - Ministerpräsident Konstantinos Logothetopoulos (1942–7. April 1943) (Regierung unter Kontrolle der Achsenmächte)
    - Ministerpräsident Ioannis Rallis (7. April 1943–1944) (Regierung unter Kontrolle der Achsenmächte)

- Irland
  - Staatsoberhaupt: Präsident Douglas Hyde (1938–1945)
  - Regierungschef: Taoiseach Éamon de Valera (1932–1948, 1951–1954, 1957–1959) (1959–1973 Präsident)

- Italien
  - Staatsoberhaupt: König Viktor Emanuel III. (1900–1946)
  - Regierungschef:
    - Duce Benito Mussolini (1922–25. Juli 1943)
    - Ministerpräsident Pietro Badoglio (26. Juli 1943–1944)

  - Republik von Salò (im von Deutschland besetzten Norditalien)
    - Staats- und Regierungschef: Benito Mussolini (23. September 1943–1945)

- Jugoslawien (1941–1945 von Deutschland und (bis 1943) Italien besetzt)
  - Staatsoberhaupt: König Peter II. (1934–1945) (1941–1945 im Exil)

- Kroatien (1941–1945 unter Oberhoheit von Deutschland und (bis 1943) Italien)
  - Staatsoberhaupt:
    - König Tomislav II. (1941–12. Oktober 1943) (wurde nie gekrönt)
    - „Führer“ Ante Pavelić (12. Oktober 1943–1945) (1941–1943 Regierungschef)

  - Regierungschef:
    - „Führer“ Ante Pavelić (1941–2. September 1943) (1943–1945 Staatsoberhaupt)
    - Ministerpräsident Nikola Mandić (2. September 1943–1945)

- Liechtenstein
  - Staatsoberhaupt: Fürst Franz Josef II. (1938–1989)
  - Regierungschef Josef Hoop (1928–1945)

- Luxemburg (1940–1944 von Deutschland besetzt)
  - Staatsoberhaupt: Großherzogin Charlotte (1919–1964) (1940–1945 im Exil)
  - Regierungschef: Staatsminister Pierre Dupong (1937–1953) (1940–1945 im Exil)
- CdZ-Gebiet Luxemburg
  - Chef der Zivilverwaltung Gustav Simon (1940–1944)

- Monaco
  - Staatsoberhaupt: Fürst Louis II. (1922–1949)
  - Regierungschef: Staatsminister Émile Roblot (1937–1944)

- Niederlande (1940–1945 von Deutschland besetzt)
  - Staatsoberhaupt: Königin Wilhelmina (1890–1948) (1940–1945 im Exil)
  - Regierungschef: Ministerpräsident Pieter Sjoerds Gerbrandy (1940–1945) (1940–1945 im Exil)
  - Reichskommissar Arthur Seyß-Inquart (1940–1945) (1938 Bundeskanzler vön Österreich)

- Norwegen (1940–1945 von Deutschland besetzt)
  - Staatsoberhaupt: König Haakon VII. (1906–1957) (1940–1945 im Exil)
  - Regierungschef: Ministerpräsident Johan Nygaardsvold (1935–1945) (1940–1945 im Exil)
  - Reichskommissar Josef Terboven (1940–1945)
  - Ministerpräsident Vidkun Quisling (1940, 1942–1945)

- Polen
  - Staatsoberhaupt: Präsident Władysław Raczkiewicz (1939–1947)
  - Regierungschef: 
    - Ministerpräsident Władysław Sikorski (1939–4. Juli 1943)
    - Ministerpräsident Stanisław Mikołajczyk (14. Juli 1943–1944)

- Portugal
  - Staatsoberhaupt: Präsident Óscar Carmona (1925–1951)
  - Regierungschef: Ministerpräsident António de Oliveira Salazar (1932–1968)

- Rumänien
  - Staatsoberhaupt: König Michael I. (1940–1947)
  - Regierungschef: Ministerpräsident Ion Antonescu (1940–1944)

- San Marino
  - Capitani Reggenti:
    - Carlo Balsimelli (1920–1921, 1933–1934, 1938–1939, 1942–1. April 1943) und Renato Martelli (1942–1. April 1943)
    - Marino Michelotti (1934–1935, 1939–1940, 1. April 1943–1. Oktober 1943) und Bartolomeo Manzoni Borghesi (1. April 1943–1. Oktober 1943)
    - Marino Della Balda (1921, 1. Oktober 1943–1944, 1947, 1950–1951) und Sante Lonfernini (1. Oktober 1943–1944)

  - Regierungschef: 
    - Außenminister Giuliano Gozi (1918–28. Juli 1943)
    - Außenminister Gustavo Babboni (31. Juli 1943–1945)

- Schweden
  - Staatsoberhaupt: König Gustav V. (1907–1950)
  - Regierungschef: Ministerpräsident Per Albin Hansson (1936–1946)

- Schweiz[1]
  - Bundespräsident: Enrico Celio (1943, 1948)
  - Bundesrat:
    - Marcel Pilet-Golaz (1929–1944)
    - Philipp Etter (1934–1959)
    - Ernst Wetter (1939–31. Dezember 1943)
    - Enrico Celio (1940–1950)
    - Walther Stampfli (1940–1947)
    - Karl Kobelt (1941–1954)
    - Eduard von Steiger (1941–1951)

- Slowakei
  - Staatsoberhaupt: Jozef Tiso (1939–1945)
  - Regierungschef: Ministerpräsident Vojtech Tuka (1939–1944)

- Sowjetunion
  - Parteichef: Generalsekretär der KPdSU Josef Stalin (1922–1953)
  - Staatsoberhaupt: Vorsitzender des Präsidiums des obersten Sowjets Michail Iwanowitsch Kalinin (1922–1946)
  - Regierungschef: Vorsitzender des Ministerrats Josef Stalin (1941–1953)

- Spanien
  - Staats- und Regierungschef: Caudillo General Francisco Franco (1939–1975)

- Türkei
  - Staatsoberhaupt: Präsident İsmet İnönü (1938–1950)
  - Regierungschef: Ministerpräsident Şükrü Saracoğlu (1942–1946)

- Ungarn
  - Staatsoberhaupt: Reichsverweser Miklós Horthy (1920–1944)
  - Regierungschef: Ministerpräsident Miklós Kállay (1942–1944)

- Vatikanstadt
  - Staatsoberhaupt: Papst Pius XII. (1939–1958)
  - Regierungschef: Kardinalstaatssekretär Luigi Maglione (1939–1944)

- Vereinigtes Königreich
  - Staatsoberhaupt: König Georg VI. (1936–1952)
  - Regierungschef: Premierminister Winston Churchill (1940–1945)